# Francesco Luigi Giuseppe Maria di Borbone-Busset
Francesco Luigi Giuseppe Maria di Borbone-Busset (Moulins, 14 aprile 1875 – Busset, 23 luglio 1954) è stato un militare e tiratore a segno francese.

## Biografia
Avendo scelto la carriera militare, entrò a l'École spéciale militaire de Saint-Cyr. 
Nel novembre del 1918 fu incaricato dal Maresciallo Foch di andare a cercare a La Capelle i plenipotenziari tedeschi venuti a chiedere l'armistizio e di portarli a Rethondes.
Partecipò ai Giochi olimpici del 1924 a Parigi e si piazzò all'undicesimo posto.
Fu sindaco di Ballancourt-sur-Essonne dal 1919 al 1944.

## Famiglia
Francesco di Borbone-Busset fu un discendente dei conti di Busset, appartenenti ad un ramo non dinastico della casa di Borbone. Figlio di Roberto di Borbone-Busset e di Giovanna Luisa di Nédonchel, sposò nel 1911 Guglielmina di Colbert-Chabanais (1885 – 1994), figlia del generale Pietro di Colbert-Chabanais, dalla quale ebbe quattro figli:
- Giacomo (1912-2001), diplomatico e scrittore, membro dell'Académie française. Fu sindaco di Ballancourt-sur-Essonne dal 1956 al 1965.
- Carlo (1913-1942)
- Roberto (1915-1940)
- Francesco (1917-2003), padre di una figlia.